# Ectropis sabulosa
Ectropis sabulosa là một loài bướm đêm trong họ Geometridae.